# Evaldo Gouveia
Evaldo Gouveia de Oliveira (Iguatú, 8 de agosto de 1930 — Fortaleza, 29 de maio de 2020) foi um músico compositor, cantor e violonista brasileiro.

## Biografia
Aos seis anos, já cantava num sistema de alto-falantes na praça  de sua cidade, Orós, no Ceará. Aos onze, mudou-se para Fortaleza para estudar. Nessa época, trabalhava como feirante e não dispensava o violão nas horas de folga. 
Aos dezenove anos, passou a tocar violão num conjunto e acabou conseguindo um contrato numa rádio local. Em 1950, formou o Trio Nagô, com Mário Alves (seu alfaiate) e Epaminondas de Souza (colega de boemia).  Após representar o estado do Ceará no programa Cesar de Alencar, na Rádio Nacional, o grupo foi contratado pela Rádio Jornal do Brasil e posteriormente pelas boates Vogue (RJ) e Oásis(SP). Dois anos depois, iniciaram um programa semanal na Rádio Record (SP) que duraria pelos cinco anos seguintes. 
Em 57, Evaldo compôs sua primeira canção, "Deixe que Ela Se Vá" (com Gilberto Ferraz), obtendo sucesso na voz de Nélson Gonçalves. No mesmo ano, fez "Eu e Deus", com Pedro Caetano, gravada por Nora Ney. A partir de julho de 1958, quando conheceu o também compositor Jair Amorim na UBC, sua carreira deslanchou. 
Logo no primeiro dia de contato, compuseram "Conversa", gravada inicialmente por Alaíde Costa, em 1959. Essa seria a primeira de uma série de 150 composições da dupla nos dez anos que se seguiram, normalmente sambas-canções abolerados, cujo primeiro sucesso de vendas foi "Alguém Me Disse", lançada por Anísio Silva em 60. Em 1962, o Trio Nagô se desfez com a saída de Mário Alves, mas Evaldo prosseguiu compondo com Jair, sucessos como "Poema do Olhar" (gravado por Miltinho) e o bolero "E a Vida Continua" nas vozes de Morgana e Agnaldo Rayol. 
No ano seguinte, 63, Altemar Dutra foi içado ao sucesso com a gravação de um  bolero da dupla, "Tudo de Mim", passando  a ser seu intérprete mais constante com sambas-canções/boleros tais como "Que Queres Tu de Mim", "Somos Iguais", "Sentimental Demais", "Brigas", "Serenata da Chuva" e as marchas-rancho "O Trovador" e "Bloco da Solidão". Moacyr Franco também vendeu muitos discos com o bolero "Ninguém Chora por Mim", em 62, assim como Cauby Peixoto no ano seguinte com "Ave Maria dos Namorados", lançada por Anísio Silva pouco antes. 
Outros intérpretes da dupla foram Wilson Simonal, "Garota Moderna", 1965, Agnaldo Timóteo, "Quem Será", 1967, Jair Rodrigues, "O Conde", 1969, a escola de samba Portela,  "O Mundo Melhor de Pixinguinha",  1973, Maysa,  "Bloco da Solidão", 1974, Ângela Maria, "Tango para Teresa" 1975, Jamelão, "Certas Mulheres" 1977,  Dalva de Oliveira "E a Vida Continua", além de Elymar Santos, Chitãozinho e Xororó, Gal Costa, Maria Bethânia, Zizi Possi, Emílio Santiago, Julio Iglesias, Joanna, Cris Braun, Ana Carolina, Simone, Fafá de Belém, dentre muitas regravações.

## Morte
Evaldo Gouveia faleceu na noite de 29 de maio de 2020, aos 91 anos, em um hospital particular de Fortaleza, vítima de COVID-19. O cantor ficou internado em 2017, inicialmente em São Paulo, capital do estado homônimo, quando apresentou um quadro de pneumonia, sofrendo um AVC. Na capital cearense, ficou em tratamento até contrair a doença causada pelo SARS-CoV-2.